# Famille de la Chevallerie
La famille de la Chevallerie est une famille d'origine française qui appartenait à la noblesse française depuis 1547 et dont une partie de ses membres se sont installés dans en Saint-Empire au XVIIe siècle.

## Histoire
La famille est originaire de Bretagne. Il apparaît pour la première fois avec Guillaume Chevalerie, qui appartient en 1492 à la Confrérie de Notre-Dame avec comme saint patron Martin de Tours à Vitré. Georges Chevalerie, né vers 1500, est propriétaire foncier à L'Épine près de Vitré. En 1545, il acquiert le château de L'Éperonnière près de Craon qui devient le siège de la famille. Le 10 juillet 1547, Georges Chevalerie reçoit la confirmation de sa noblesse de la couronne de France pour lui et sa famille.

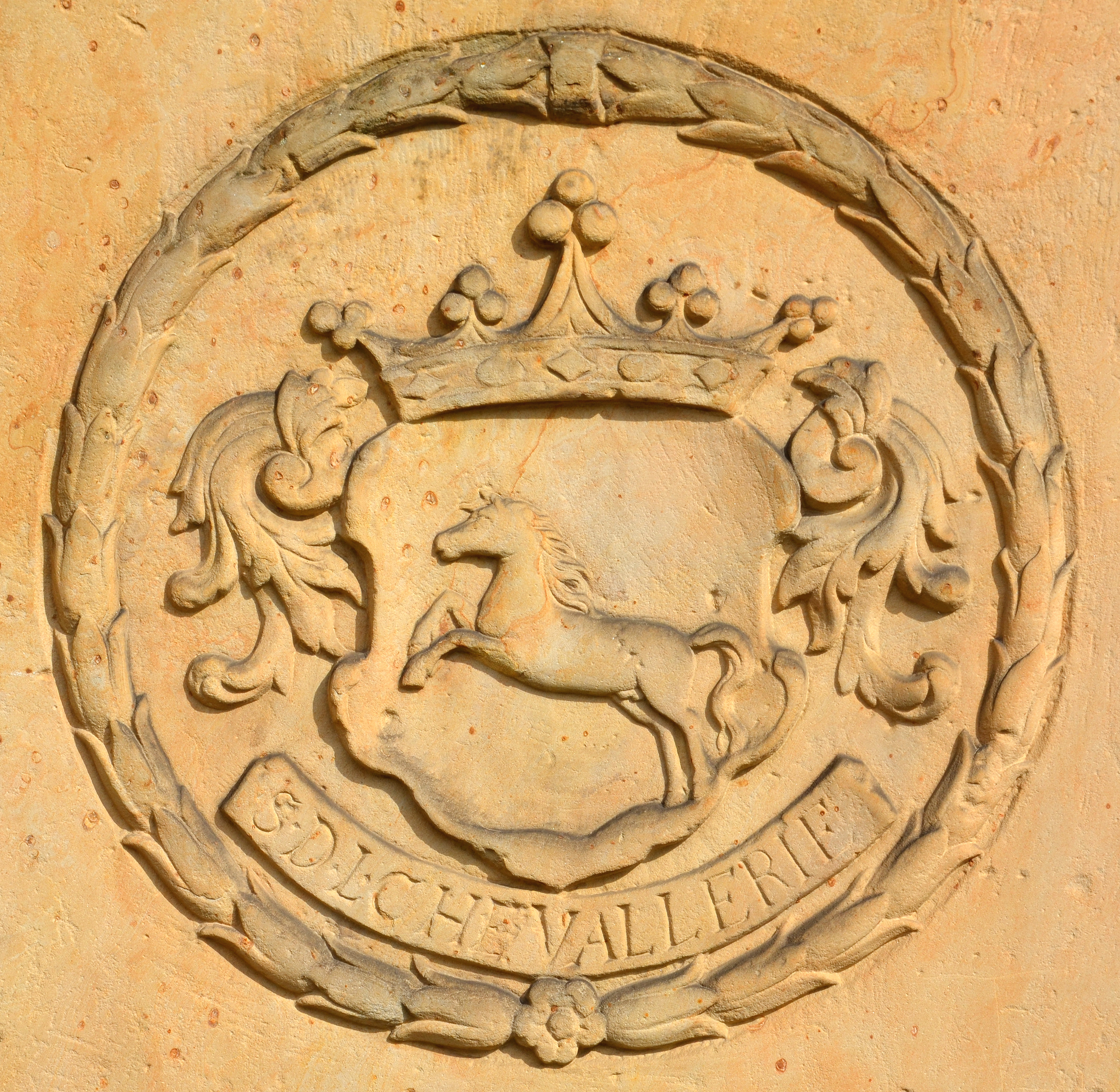
Armoiries sur la pierre tombale de Siméon de la Chevallerie mort à Hanovre en 1698

Vers 1660, son arrière-petit-fils Siméon de la Chevallerie (de), né en 1635, devenu huguenot, et la veuve de son parent Gilles de la Chevallerie, le baron de la Motte, également huguenot, s'enfuient en Saint-Empire avec leurs trois enfants.
Trois lignées ont été fondées par les membres de la famille venus dans les États allemands : L'une, issue de Gilles, s'éteint au XIXe siècle, tandis que les deux lignées fondées par des petits-fils de Siméon existent toujours. Leur noblesse n'est pas contestée en Prusse, dans les armées de laquelle nombre de leurs membres servent. La famille apparaît en Allemagne sous les noms de la Chevallerie Baron de la Motte, de la Chevallerie, von der Chevallerie et von La Chevallerie.

## Armes
Les armoiries représentent un cheval d'argent bondissant sur fond rouge sous une couronne de feuilles.

## Personnalités

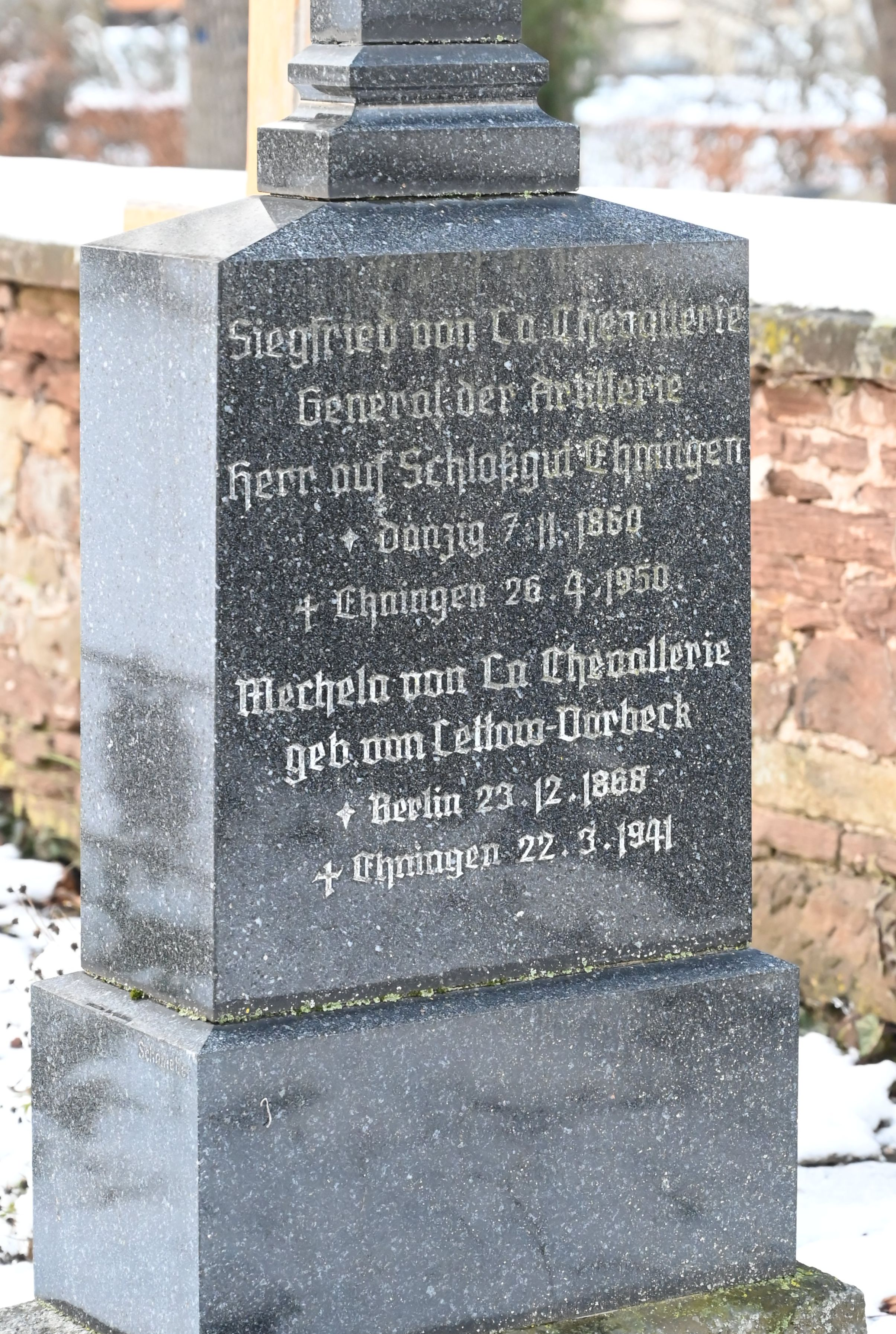
Tombeau de Siegfried de La Chevallerie

- Siméon de la Chevallerie (de) (1635-1698), noble, fonctionnaire huguenot et guelfe
- Catherine de la Chevallerie (de), baronne de la Motte (1644-1713), huguenote, dame d'honneur de l'électeur de Braunschweig-Lunebourg, grand chambellan électoral et royal de Prusse
- Charles de la Motte-Chevallerie (de) (1648-1717), général de division de l'électorat de Brunswick-Lunebourg
- Ernst August de la Chevallerie von la Motte (1688-1758), lieutenant général prussien
- Georg Ludwig de la Chevallerie (de) (1711-1768), major général britannique et électoral de Brunswick-Lunebourg
- Ludwig von La Chevallerie (de) (1813-1884), général de division prussien
- Gustav von der Chevallerie (de) (1825-1912), lieutenant général prussien
- Hans von der Chevallerie (1857-1946), général de division prussien
- Siegfried von La Chevallerie (1860-1950), général d'artillerie allemand et chevalier de l'Ordre Pour le Mérite aux feuilles de chêne
- August Hartmann de la Chevallerie (1852-1915), 1886-1912 maire de la ville de Buer
- Kurt von der Chevallerie (1891-1945), général d'infanterie allemand
- Hellmut von der Chevallerie (1896-1965), lieutenant général allemand
- Botho von La Chevallerie (1898-1943), colonel allemand[4] et récipiendaire de la Croix de Chevalier de la Croix de Fer
- Botho von La Chevallerie (1927–2018), commendateur honoraire[5] de l'Ordre de Saint-Jean et récipiendaire de la Croix fédérale du mérite sur ruban